# Full Circle (album Drowning Pool)
Full Circle jest trzecim albumem zespołu Drowning Pool.

## Lista utworów
1. "Full Circle" – 3:18
2. "Enemy" – 3:26
3. "Shame" – 3:10
4. "Reborn" – 4:09
5. "Reason I'm Alive" – 3:49
6. "Soldiers" – 3:31
7. "Paralyzed" – 3:42
8. "Upside Down" – 4:18
9. "37 Stitches" – 3:50
10. "No More" – 4:36
11. "Love X2" – 3:26
12. "Duet" – 3:21
13. "Rebel Yell" (Billy Idol cover) – 4:22